# AVERAGE PSYCHO 3
『AVERAGE PSYCHO 3』（アヴェレージ・サイコ・スリー）は、日本のバンドDIR EN GREYのミュージック・ビデオ集である。2022年3月30日発売。発売元はFIREWALL.DIV。

## 概要
『AVERAGE PSYCHO 2』より約6年半ぶりとなるミュージッククリップ集。これまでプロモーションエディットという形で先行公開されていた楽曲群が、本作で初めて無規制かつ完全版として収録される。内容としては10thアルバム『The Insulated World』からの先行シングルに加え、そのアルバムの世界観を引き継ぐ30thシングル『The World of Mercy』と、11thアルバム『PHALARIS』からの先行シングル、更に本作の為に撮り下ろした『T.D.F.F.』のMVを収録。
『落ちた事のある空』を除き、MVの監督は近藤廣行が務めている。

## 収録曲

### Music  Clip
1. 詩踏み
2. 人間を被る
3. Ranunculus
4. The World of Mercy
5. 落ちた事のある空
6. 朧
7. T.D.F.F.